# Amber Midthunder

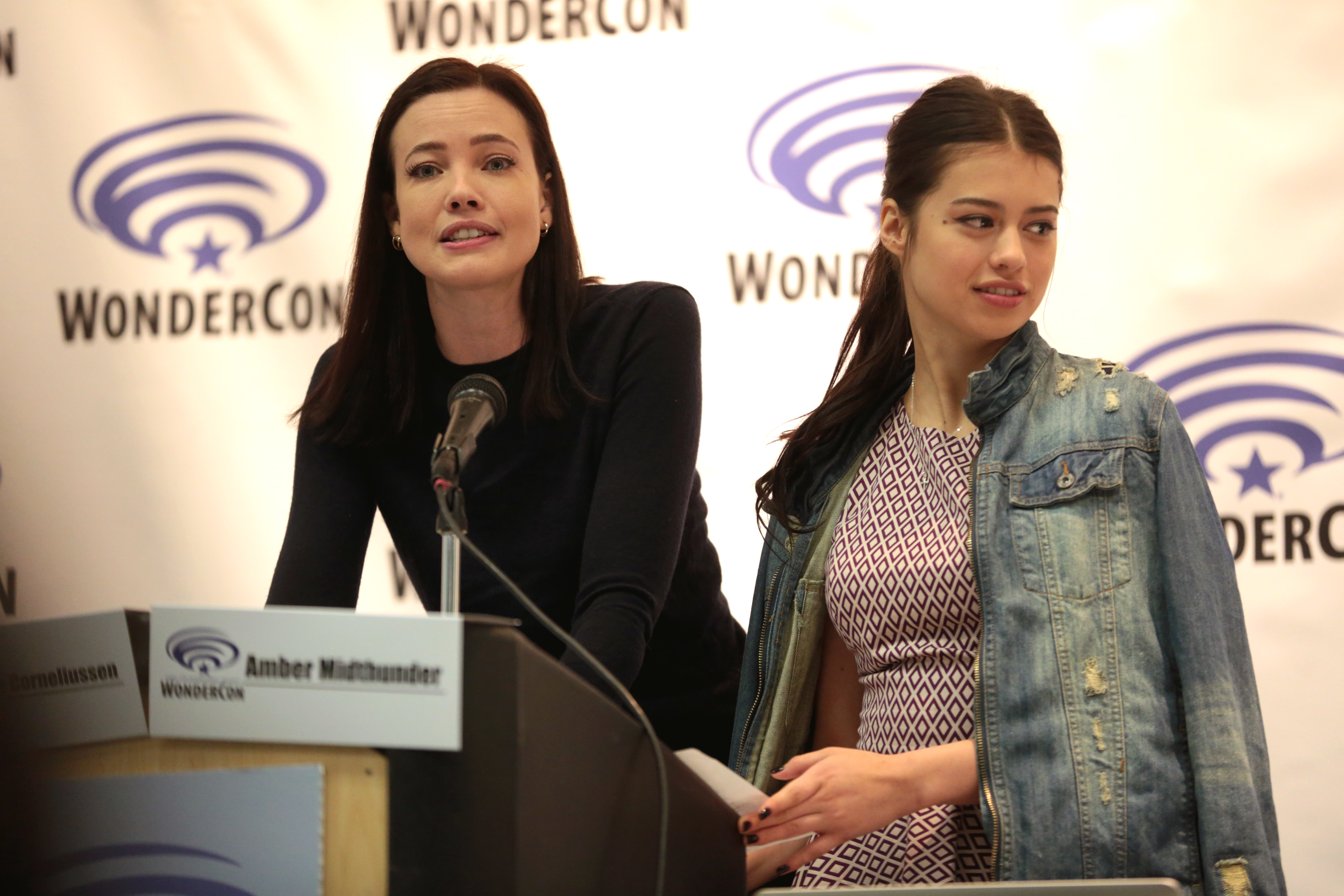
Stephanie Corneliussen i Amber Midthunder (2017)

Amber Midthunder (ur. 26 kwietnia 1997 w Shiprock) – amerykańska aktorka, która wystąpiła m.in. w filmach Predator: Prey, Lodowy szlak, Aż do piekła oraz serialach  Legion, Roswell, w Nowym Meksyku.

## Filmografia

### Filmy
| Rok  | Tytuł                               | Rola                 | Uwagi       | Przypisy |
| ---- | ----------------------------------- | -------------------- | ----------- | -------- |
| 2001 | The Homecoming of Jimmy Whitecloud  | dziewczynka          |             |          |
| 2002 | Deadly Species                      | Calusa Tribe         | film wideo  |          |
| 2004 | Reservation Warparties              | Little Sister        | krótkometr. |          |
| 2008 | I wszystko lśni (Sunshine Cleaning) | Candy Store Girl     |             |          |
| 2008 | Najważniejszy głos (Swing Vote)     | studentka #3         |             |          |
| 2009 | Not Forgotten                       | Amaya Bishop (młoda) |             |          |
| 2013 | Don't                               | Abby                 | krótkometr. |          |
| 2013 | #nightslikethese                    | Rowan                | krótkometr. |          |
| 2014 | Drunktown's Finest                  | modelka #1           |             |          |
| 2014 | Gaming                              | Julie C de Baca      | krótkometr. |          |
| 2015 | Spare Parts                         | Nikki                |             |          |
| 2015 | Bare                                | Malya                |             |          |
| 2016 | Aż do piekła (Hell or High Water)   | Vernon Teller        |             |          |
| 2016 | Priceless                           | Maria                |             |          |
| 2018 | 14 Cameras                          | Danielle             |             | [ 2 ]    |
| 2019 | Only Mine                           | Julie Dillon         | film DVD    |          |
| 2019 | Prayers of a Saint                  | Maya                 | krótkometr. |          |
| 2019 | She's Missing                       | Honey                |             |          |
| 2021 | Strzelec wyborowy                   | Gas Station Clerk    |             |          |
| 2021 | Lodowy szlak                        | Tantoo               |             | [ 3 ]    |
| 2021 | The Wheel                           | Albee                |             |          |
| 2022 | Predator: Prey                      | Naru                 |             | [ 4 ]    |
| 2023 | Centurion XII                       | Elissa Hall          |             |          |
| 2023 | Dream Scenario                      | Haley                |             |          |
| 2024 | Rez Ball                            | Dezbah Weaver        |             |          |

### Seriale
| Rok       | Tytuł                            | Rola              | Uwagi          | Przypisy          |
| --------- | -------------------------------- | ----------------- | -------------- | ----------------- |
| 2012–2014 | Longmire                         | Lilly Stillwater  | 2 odc.         |                   |
| 2014      | Banshee                          | Lana Cleary       | 2 odc.         |                   |
| 2015      | Dig                              | Starlet           | 1 odc.         |                   |
| 2016      | The Originals                    | Kayla             | 1 odc.         |                   |
| 2017–2019 | Legion                           | Kerry Loudermilk  | w gł. obsadzie | [ 2 ] [ 5 ] [ 4 ] |
| 2018      | The Misadventures of Psyche & Me | Lizzie            | miniserial     |                   |
| 2019–2022 | Roswell, w Nowym Meksyku         | Rosalinda Ortecho | w gł. obsadzie | [ 5 ]             |
| 2021      | Long Gone Gulch                  | BW (głos)         | pilot serii    |                   |
| 2022      | Rdzenni i wściekli               | MissM8tri@rch     | 1 odc.         |                   |
| 2024      | Awatar: Ostatni władca wiatru    | księżniczka Yue   | 3 odc.         |                   |